# Petrosquamózus varrat

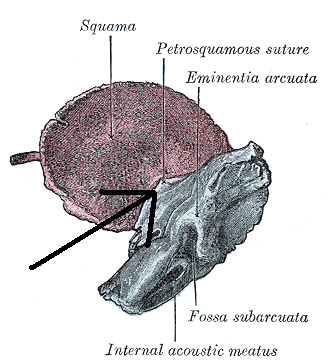
A nyíl mutatja a petrosquamózus varratot

A petrosquamózus varrat (latinul: sutura petrosquamosa) egy koponyavarrat a pars petrosa ossis temporalis és a squama temporalis között. Ez alkotja a Körner-sövényt. A pars petrosa ossis temporalis alkotja a csont szélének mediális részét. Az anterolaterális része (squama) a mezenchimából fejlődik ki az embriogenezis 8. hete után, míg a petromasztoid rész a hat hónapos magzatban fejlődik ki egy porcos központból. Ventrális része ventrolaterális a protympanumra és az Eustach-kürt legvékonyabb részére, míg a középső részétől nagyon nehéz volt megtalálni az axiális képeken.
Egyes embereknél tartalmazhat emisszáris vénát, melynek neve sinus petrosquamosalis. Fontos lehet az erre az anatómiai eltérésre való odafigyelés preoperatív CT-vizsgálattal bizonyos otolaringológiai műtétekben előforduló vérzéseket megelőzendő. Egyes szerzők szerint az állandó vénás üreg az embrionális fejlődésben való megállást is jelentheti.